# Švédská mužská florbalová reprezentace

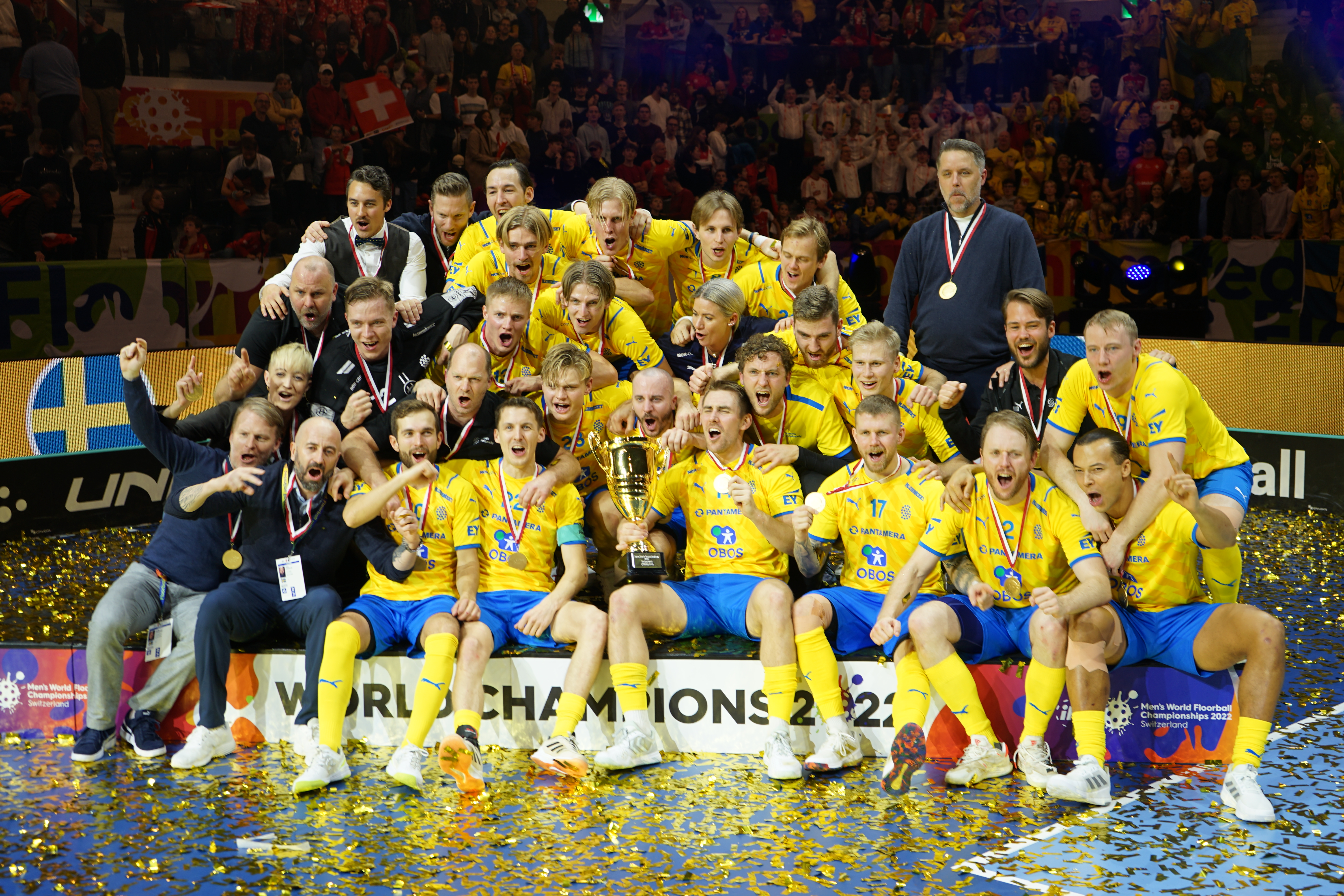
Švédský tým oslavující vítězství na Mistrovství světa 2022

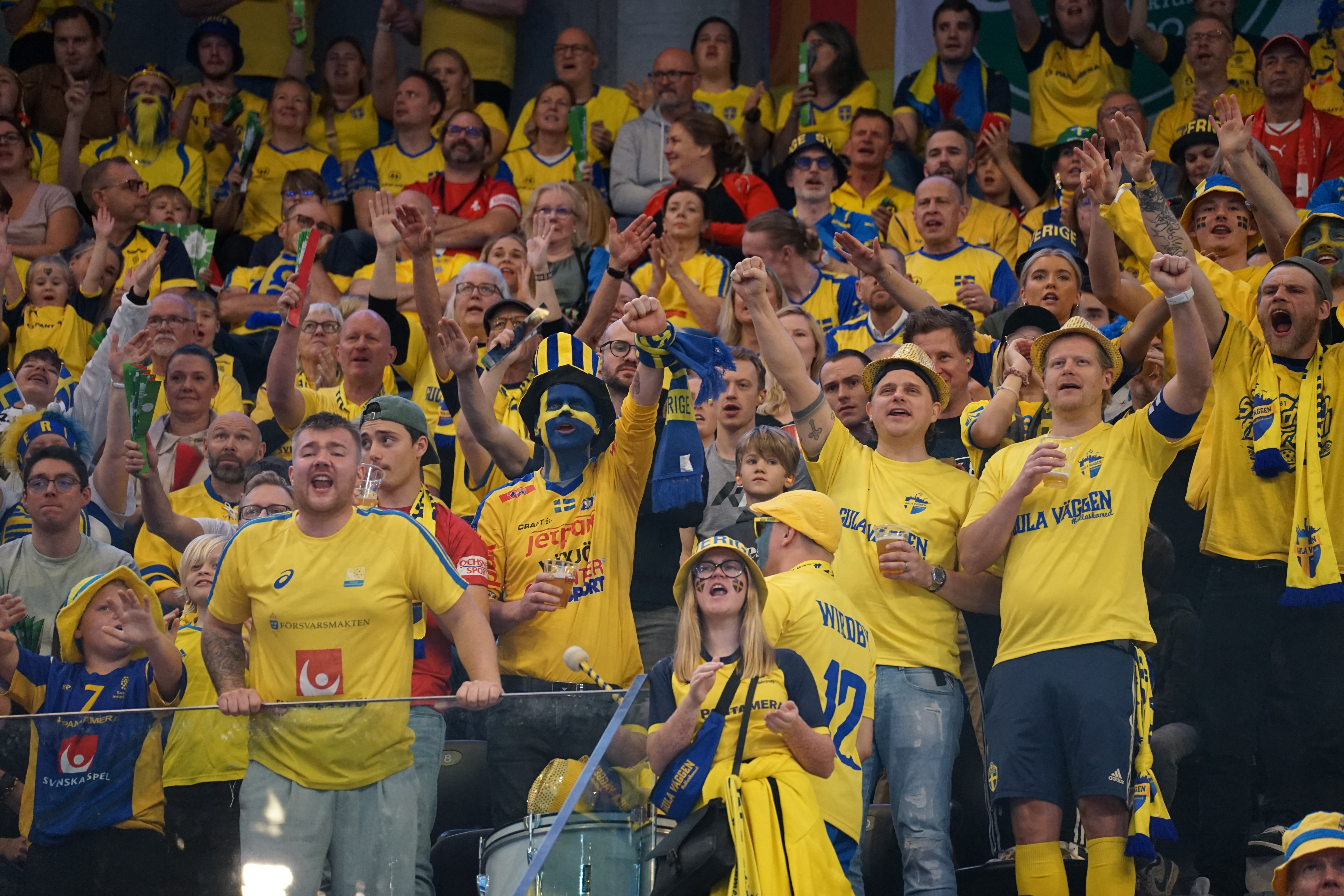
Fanoušci švédské florbalové reprezentace na Mistrovství světa 2022

Švédská mužská florbalová reprezentace je národní florbalový tým Švédska založený v roce 1981. Švédsko je zakládajícím členem Mezinárodní florbalové federace.
Tým získal zlatou medaili z mistrovství Evropy v roce 1994 a deset titulů z mistrovství světa v letech 1996 až 2006, 2012, 2014, 2020 a 2022. Na ostatních mistrovstvích získali stříbro a jsou tak jediným týmem, který vždy hrál ve finálovém zápase, a celkem nejúspěšnější florbalovou reprezentací. Společně s Finskem jsou to jediné týmy, které kdy získaly na mistrovství světa zlatou medaili a také získaly medaili na každém mistrovství Evropy i světa a na všech florbalových turnajích na Světových hrách.
Švédové poprvé remizovali na mistrovství světa až v roce 2006 v zápase se Švýcarskem a poprvé prohráli až ve finále sedmého v roce 2008 proti Finsku. V následujících letech byli již méně dominantní, v posledních deseti letech vyhráli jen polovinu šampionátů. V roce 2024 poprvé prohrály na domácím mistrovství. V žebříčku IFF je Švédsko první (před Finskem), po zmíněném druhém a prvním místě na posledních dvou šampionátech v letech 2024 a 2022.

## Bilance s Českem
K listopadu 2023 Švédsko vyhrálo většinu z dosavadních více než 50 zápasů proti české reprezentaci. Prohráli jen čtyřikrát, pokaždé na turnaji Euro Floorball Tour. Poprvé to bylo v dubnu 2014. Při čtvrté a nejvyšší prohře 8:12 v listopadu 2023, obdržel švédský tým poprvé v historii dvouciferný počet branek.
Na mistrovství světa Švédsko nikdy Česku nepodlehlo. První remízu Češi vybojovali ve skupině na šampionátu v roce 2022. Mimo to Švédové vyhráli čtyřikrát ve skupině, čtyřikrát v semifinále (1996, 2002, 2006 a 2024) a dvakrát ve finále (2004 a 2022).

## Umístění

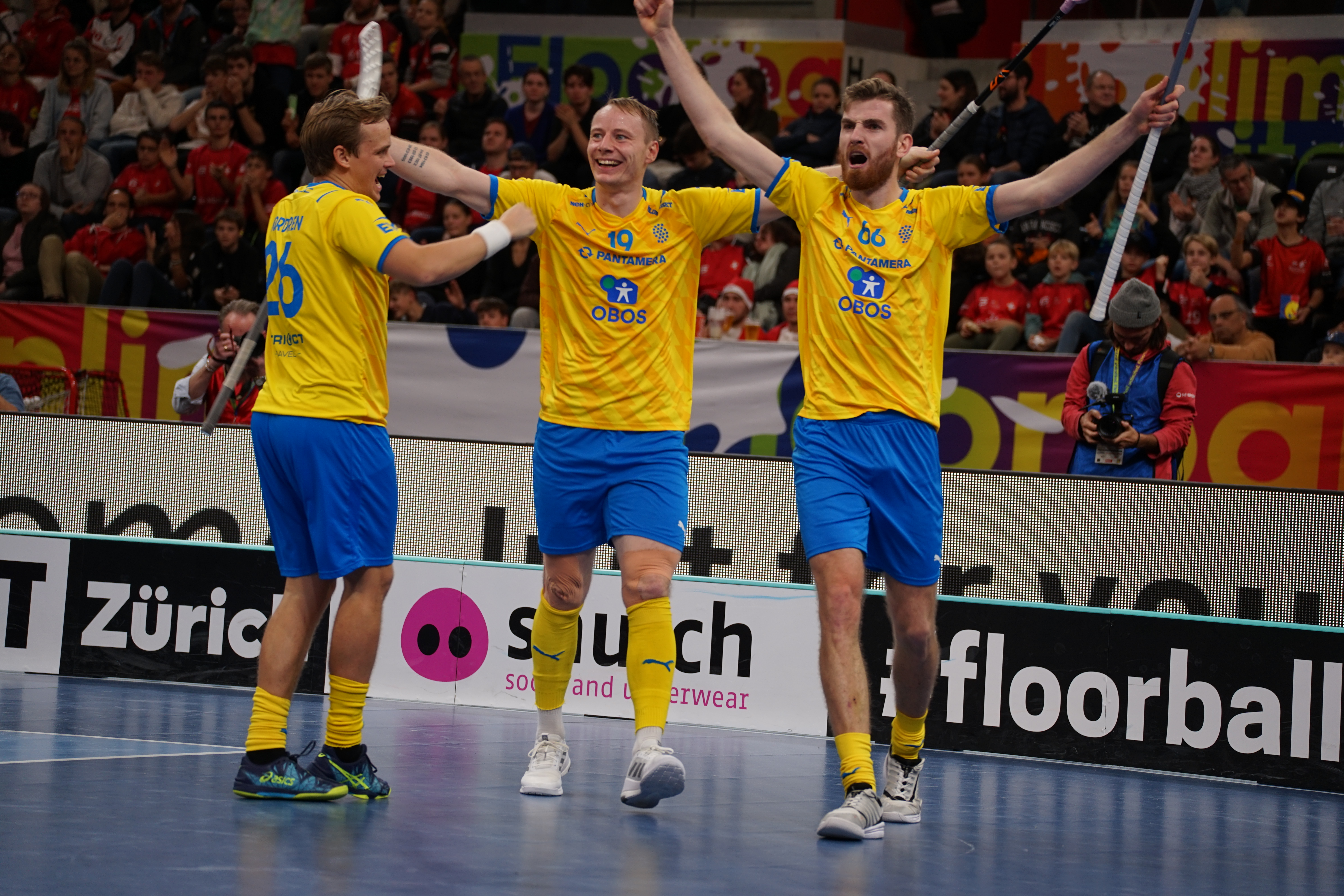
Švédští hráči slaví gól ve finálovém zápase proti Česku na Mistrovství světa 2022

### Mistrovství Evropy
| Turnaj | Místo     | Umístění | Rozhodující zápas |
| ------ | --------- | -------- | ----------------- |
| 1994   | Finsko    | 1.       | Finsko 4 : 1      |
| 1995   | Švýcarsko | 2.       | Finsko 2 : 3ts    |

### Mistrovství světa
| Turnaj | Místo     | Umístění | Rozhodující zápas | Trenér                     |
| ------ | --------- | -------- | ----------------- | -------------------------- |
| 1996   | Švédsko   | 1.       | Finsko 5 : 0      | Krister Ahlqvist           |
| 1998   | Česko     | 1.       | Švýcarsko 10 : 3  | Krister Ahlqvist           |
| 2000   | Norsko    | 1.       | Finsko 5 : 3      | Peter Kokocha              |
| 2002   | Finsko    | 1.       | Finsko 6 : 4      | Peter Kokocha              |
| 2004   | Švýcarsko | 1.       | Česko 6 : 4       | Peter Kokocha              |
| 2006   | Švédsko   | 1.       | Finsko 7 : 6pp    | Kristina Landgren-Carestam |
| 2008   | Česko     | 2.       | Finsko 6 : 7pp    | Kent Göransson             |
| 2010   | Finsko    | 2.       | Finsko 2 : 6      | Kent Göransson             |
| 2012   | Švýcarsko | 1.       | Finsko 11 : 5     | Jan-Erik Vaara             |
| 2014   | Švédsko   | 1.       | Finsko 3 : 2      | Jan-Erik Vaara             |
| 2016   | Lotyšsko  | 2.       | Finsko 3 : 4ts    | Jan-Erik Vaara             |
| 2018   | Česko     | 2.       | Finsko 3 : 6      | Mikael Hill                |
| 2020   | Finsko    | 1.       | Finsko 6 : 4      | Niklas Nordén              |
| 2022   | Švýcarsko | 1.       | Česko 9 : 3       | Niklas Nordén              |
| 2024   | Švédsko   | 2.       | Finsko 4 : 5pp    | Niklas Nordén              |

### Světové hry
| Turnaj | Místo                  | Umístění | Rozhodující zápas |
| ------ | ---------------------- | -------- | ----------------- |
| 2017   | Polsko                 | 1.       | Švýcarsko 7 : 5   |
| 2022   | Spojené státy americké | 1.       | Finsko 6 : 5      |

## Galerie

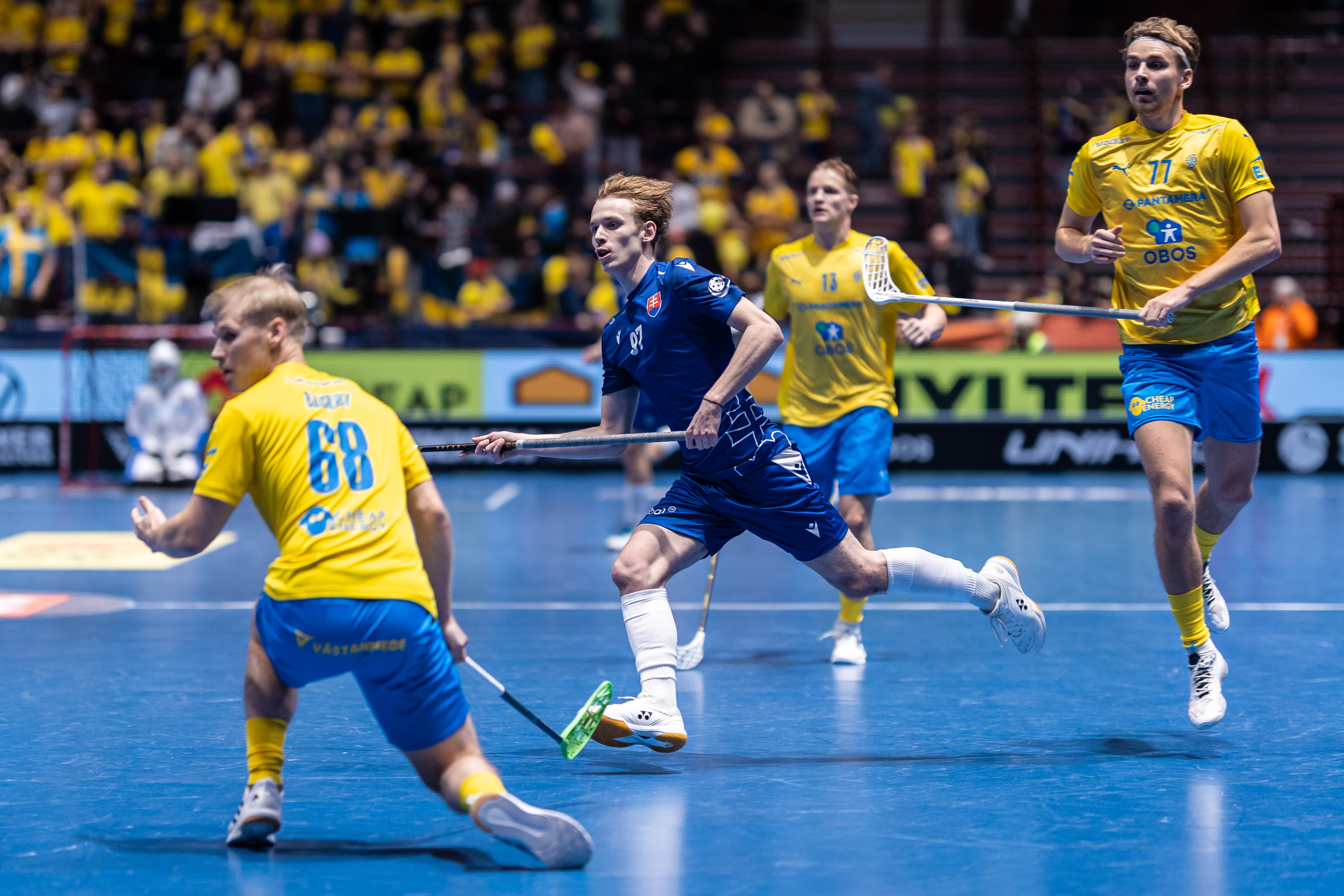
Švédští hráči v zápase proti Slovensku ma Mistrovství světa 2024
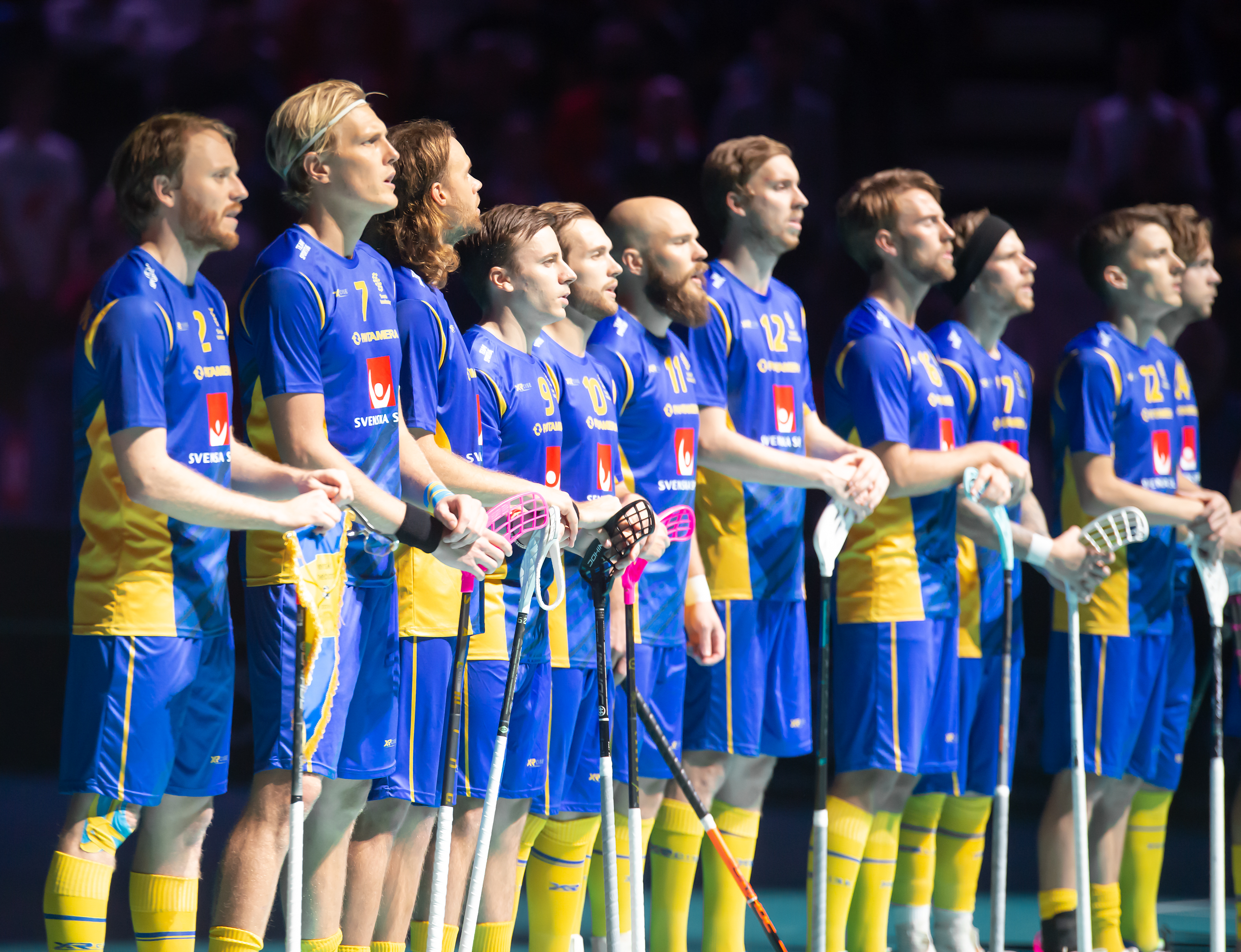
Švédská reprezentace před finále Mistrovství světa 2018
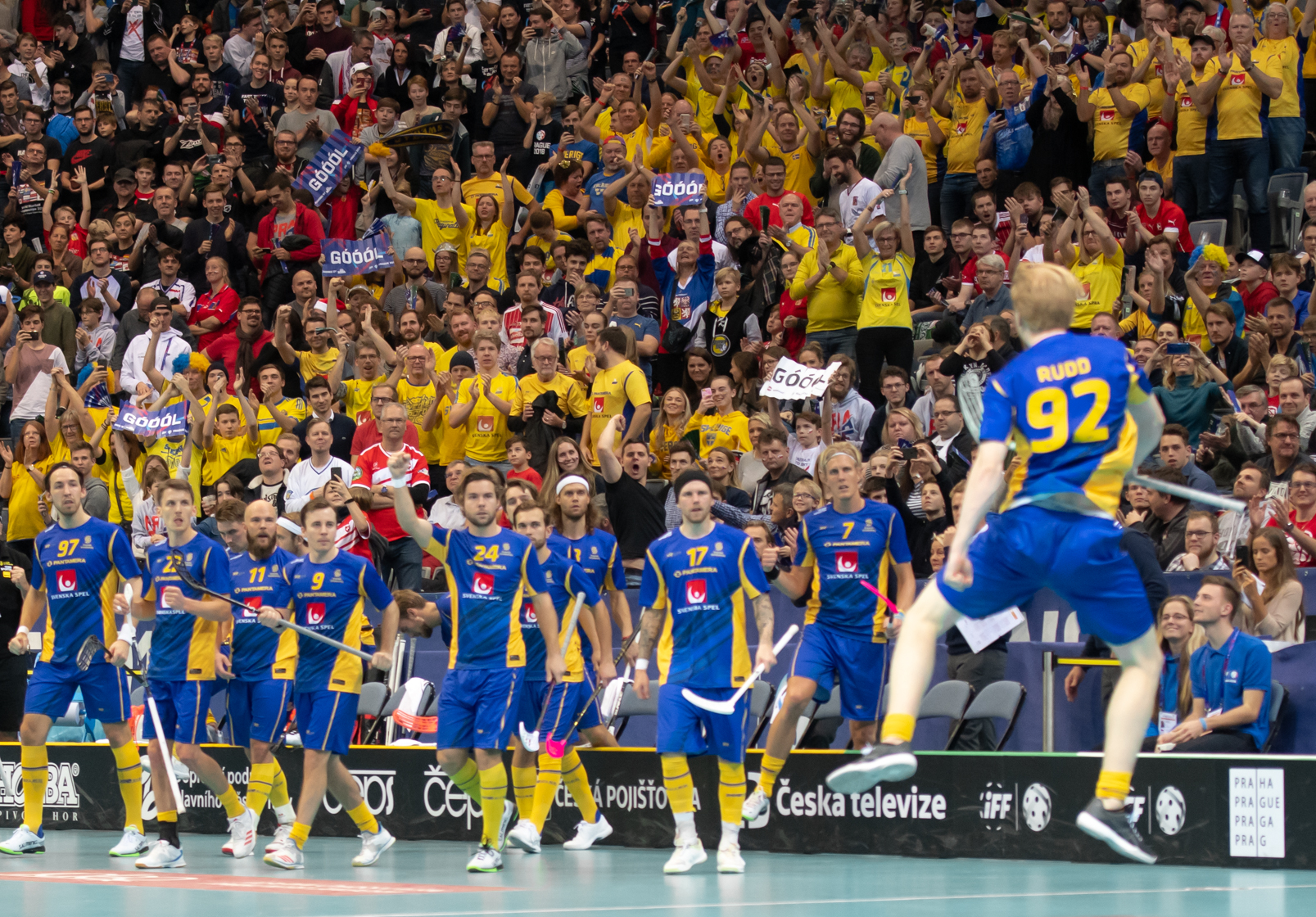
Švédští hráči slaví gól před fanoušky ve finále Mistrovství světa 2018
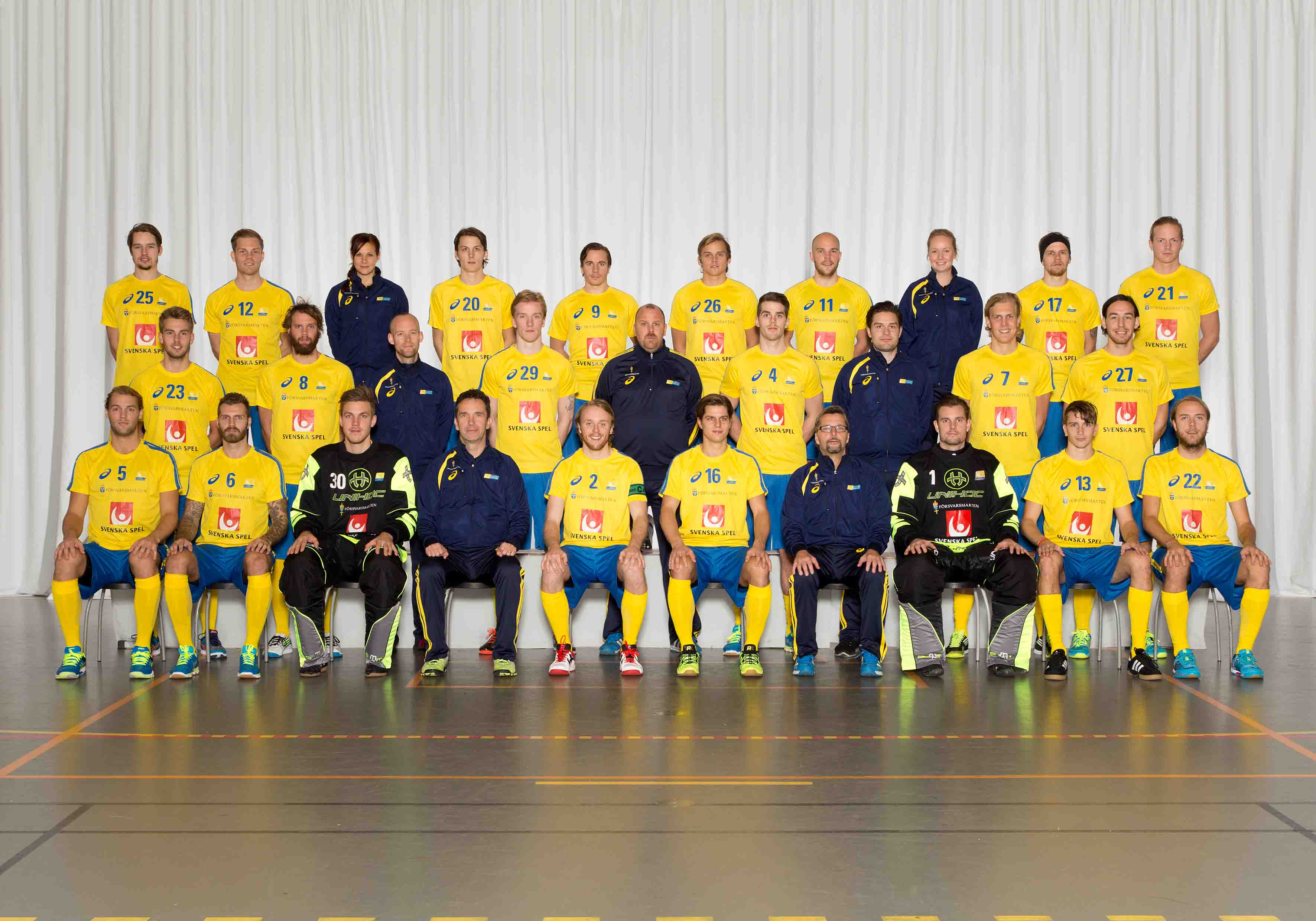
Švédská reprezentace v roce 2014